# 오타고정
오타고정(일본어: 太田郷町)은 일본 구마모토현 야쓰시로군에 설치되었던 정이다. 

## 참고 문헌
- 角川日本地名大辞典編纂委員会, 『角川日本地名大辞典 43 熊本県』1987, 角川書店